# Siganus spinus

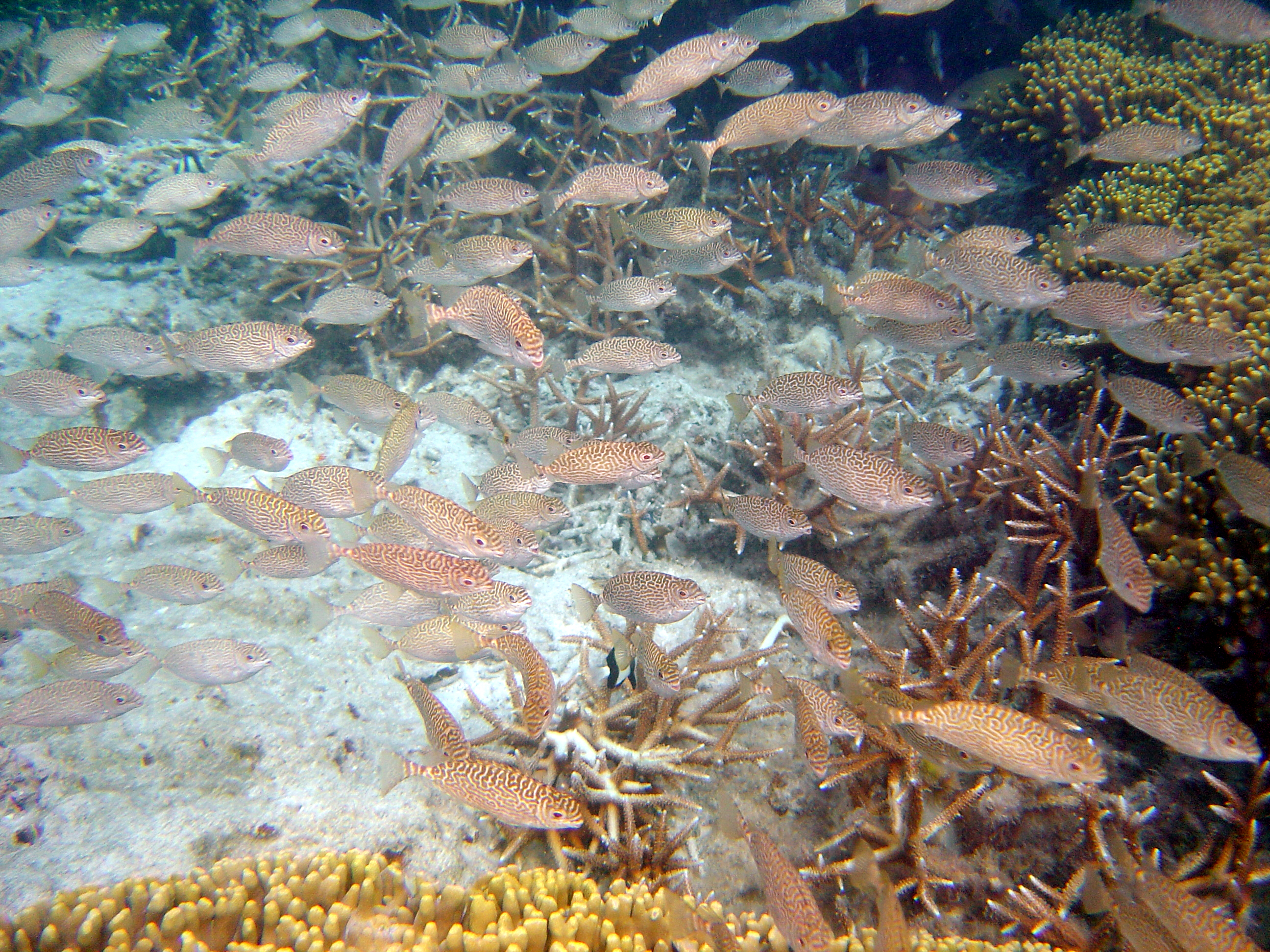
Escuela de S. spinus en las islas Marianas del Norte

Siganus spinus es una especie de peces marinos de la familia Siganidae, orden Perciformes, suborden Acanthuroidei. 
Su nombre común es siganito. En inglés se suele denominar Scribbled rabbitfish, o pez conejo garabateado, y little spinefoot, o pie de espina pequeño. El término inglés spinefoot, o pie de espina, se utiliza también, aparte de rabbitfish, o pez conejo, para designar a los componentes del género Siganus. 
Los juveniles se comercializan para consumo humano frescos, en salmuera, o elaborados en pasta de pescado.

## Morfología
El cuerpo de los sigánidos es medianamente alto, muy comprimido lateralmente. Visto de perfil recuerda una elipse. La boca es terminal, muy pequeña, con mandíbulas no protráctiles. 
La coloración base de la cabeza, el cuerpo y las aletas, es gris verdoso. Tanto la cabeza, como el cuerpo, están decorados con un patrón de rayas marrones similar a un laberinto. En la parte inferior del cuerpo, las rayas tienden a la horizontalidad de forma meandroide. El pedúnculo caudal tiene 4 o 5 rayas verticales irregulares. Adopta diversos patrones de coloración cuando quiere pasar inadvertido, con mezcla de colores blancuzcos, grises, negruzcos o marrones.
Tiene 13 vértebras. Cuentan con 13 espinas y 10 radios blandos dorsales, precedidos por una espina corta saliente, a veces ligeramente sobresaliente, y otras totalmente oculta. La aleta anal cuenta con 7 fuertes espinas y 9 radios blandos. Las aletas pélvicas tienen 2 espinas, con 3 radios blandos entre ellas, característica única y distintiva de esta familia. Las espinas de las aletas tienen dos huecos laterales que contienen glándulas venenosas.
El tamaño máximo de longitud es de 28 cm, aunque el tamaño medio de adulto es de 18 cm.

## Reproducción
Son ovíparos y de fertilización externa. Los huevos son adhesivos. El desove se produce al oscurecer, en los meses calurosos, por ejemplo, en el sur de Japón de mayo a julio, alrededor de la luna nueva, coincidiendo con el ciclo lunar. 
Poseen un estado larval planctónico de 17 días de duración. Produciéndose la mayor parte de los asentamientos (59%) el día 20 de vida. Desarrollan un estado postlarval, característico del suborden Acanthuroidei, llamado acronurus, en el que los individuos son transparentes, y se mantienen en estado pelágico durante un periodo extendido antes de establecerse en el hábitat definitivo, y adoptar entonces la forma y color de adultos.

## Alimentación
Son principalmente herbívoros, en un 78% de su dieta. Progresan de alimentarse de fitoplancton y zooplancton, como larvas, a alimentarse de macroalgas bénticas y pequeños invertebrados. Cuando alcanzan los 43 mm de longitud, los ejemplares juveniles conforman masas migratorias, altamente sincronizadas, para desplazarse a las áreas costeras de los arrecifes de coral, donde se alimentan principalmente de algas filamentosas que crecen en las bases de las colonias coralinas. Según aumentan de tamaño, amplían la diversidad y el tamaño de las algas ingeridas.
Las algas preferidas en su alimentación, según un estudio realizado en Guam, según su orden de preferencia, son: (1) Enteromorpha compressa, (2) Murrqyella periclados, (3) Chondria repens, (4) Boodlea composita, (5) Cladophoropsis membranacea, (6) Acanthophora spicifera, y (7) Centroceras clavulatum. También se alimenta de otras algas como Cladophora, Dictyota, Caulerpa racemosa, Champia parvula, Gelidiopsis intricata, Padina, Jania capillacea y otras.

## Hábitat y comportamiento
Habitan en aguas tropicales, asociados a arrecifes de coral costeros. Los adultos frecuentan laderas soleadas de arrecifes, y normalmente ocurren en pequeños grupos, de no más de 10 individuos. En ocasiones son localizados en ríos, lo que indica un amplio rango de tolerancia a escasa salinidad. 
Su rango de profundidad es entre 1 y 50 metros, aunque lo normal es entre 1 y 20 metros.

## Distribución geográfica
Estos peces se encuentran en el océano Índico y el Pacífico oeste. Desde Mauritius hasta Polinesia Francesa, al sur hasta Nueva Caledonia, y desde las islas Ryukyu al norte.
Están presentes en Andamán, Australia, islas Carolinas, China, islas Cook, Filipinas, Fiyi, Guam, India, Indonesia, Japón, Kiribati, islas Marianas del Norte, islas Marshall, Mauritius, Micronesia, Nauru, Niue, Nueva Caledonia, Palaos, Papúa Nueva Guinea, islas Ryukyu, islas Salomón, Sri Lanka, Tahití, Tailandia, Taiwán, Tonga, Vanuatu, Vietnam y Yemen.

## Galería

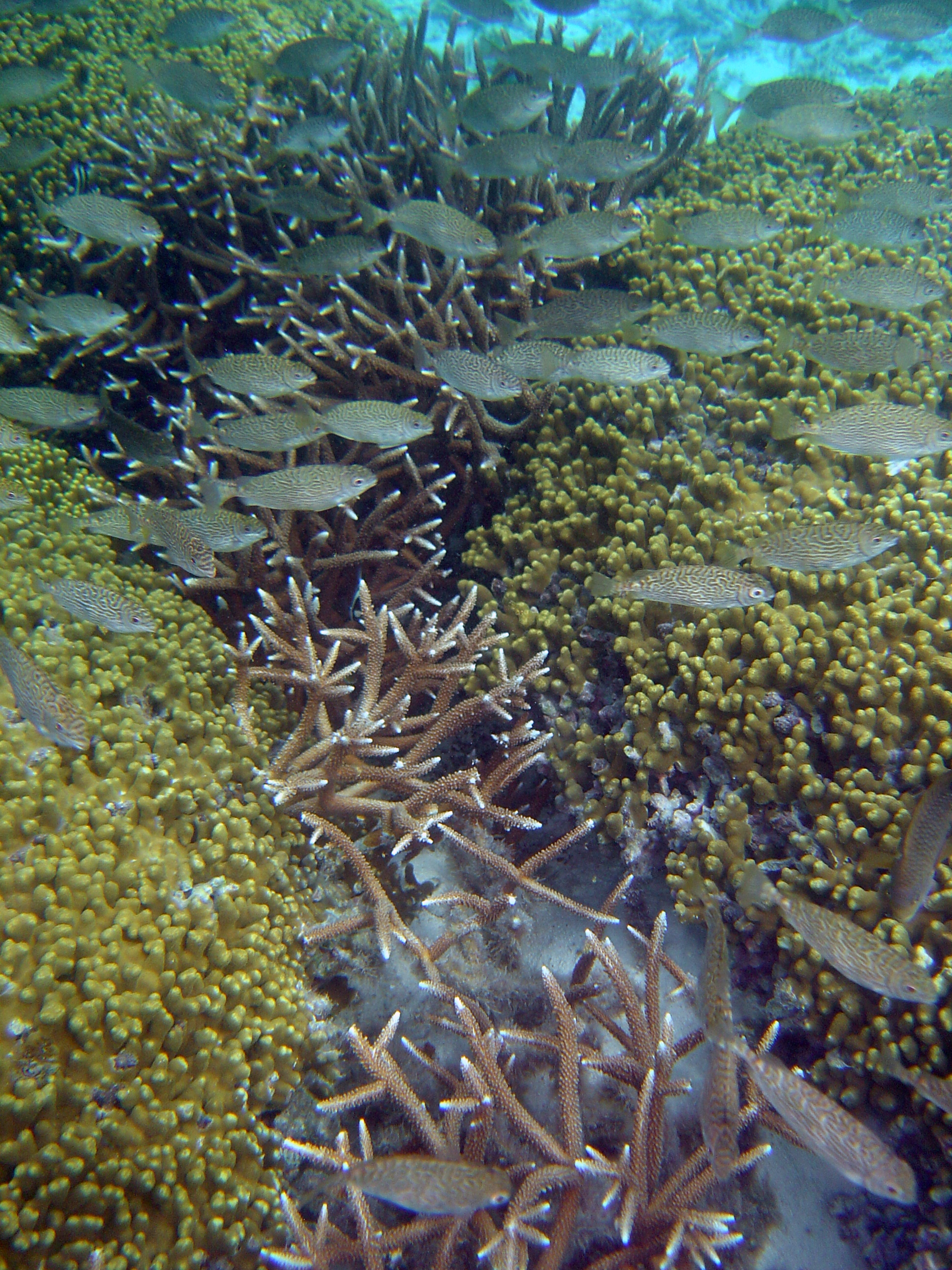
Escuela de S. spinus en islas Marianas del Norte
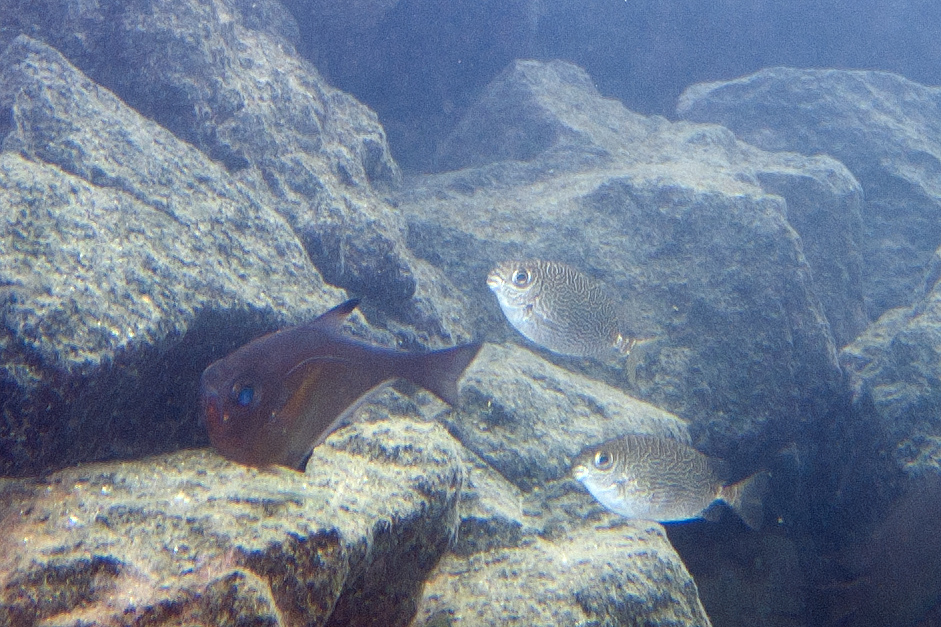
Pareja de S. spinus precedida por Pempheris vanicolensis
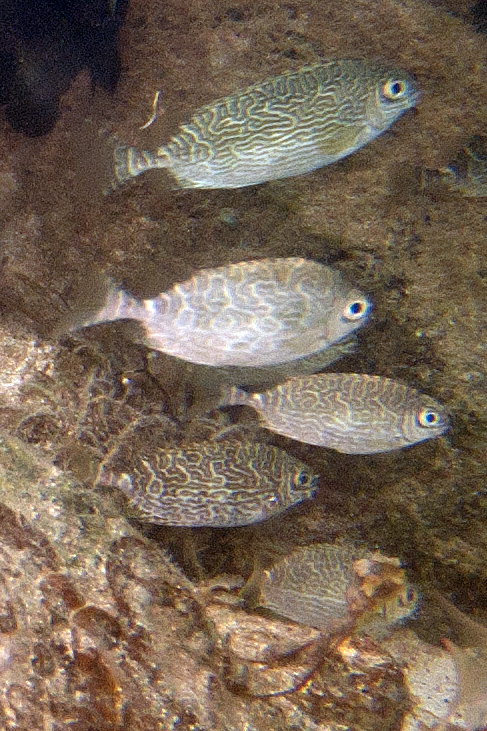
Grupo de S. spinus en Wakaya, Fiyi